# Naturschutzgebiet Königsforst (Köln)
Das Naturschutzgebiet Königsforst im Stadtgebiet Köln grenzt im Königsforst westlich an den Stadtteil Rath/Heumar, nördlich an die Lützerather Straße (L 358) östlich an das Naturschutzgebiet Königsforst (Rhein-Berg) mit den Städten Bergisch Gladbach und Rösrath und südlich an die Bundesautobahn 3 (A 3).
Es ist Bestandteil der Bergischen Heideterrasse. Der Forst ist ein FFH- und Vogelschutzgebiet. Aufgrund des Alters, der Geschlossenheit der Waldlandschaft und der teilweise noch naturnahen Bachläufe mit ihren begleitenden Bacherlenwäldern zählt der Königsforst zu den Kernflächen eines europäischen Waldbiotopverbundsystems.

## Naturschutzgebiet
Das Naturschutzgebiet wurde im Jahr 2000 eingerichtet. Die Schutzausweisung erfolgte zur Erhaltung der Waldlebensgemeinschaften und Biotope mit den für die natürlichen Laubwaldgesellschaften typischen Artenspektren besonders zur Sicherung eines großen zusammenhängenden Waldgebiets als Lebensraum von besonderem Wert für bedrohte Tier- und Pflanzenarten sowie als wichtiges Grundwasseranreicherungsgebiet. Weitere Gründe für die Einrichtung des Naturschutzgebietes waren:
- Die naturgeschichtliche und landeskundliche Bedeutung des Königsforstes als großflächig zusammenhängendes Waldareal,
- Wegen der Seltenheit, besonderen Eigenart und hervorragenden Schönheit der naturnah entwickelten Waldbereiche und der durch Waldränder, Auenvegetation und ländlichen Charakter geprägten Übergangsbereiche zur Bebauung,
- Wegen der besonderen Bedeutung des Waldgebiets für die auf Naturerlebnis ausgerichtete Erholungsnutzung,
- Zur Erhaltung und Entwicklung naturnaher Strukturen der zahlreichen Fließgewässer und Sandbäche,
- Zur Erhaltung und Vernässung von Erlensumpf- und Moorwäldern,
- Zur Erhaltung bzw. naturnahen Entwicklung der Teiche und Stauweiher,
- Zur Erhaltung, Entwicklung und Wiederherstellung von Kleinstandorten wie Quellen und anderen Biotopen.[2]

### FFH-Gebiet

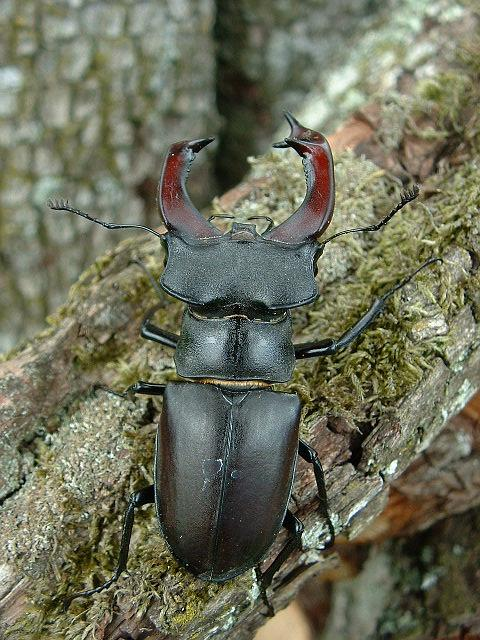
Hirschkäfer

Seit dem Jahr 2000 ist das Natura 2000-Gebiet nach der Richtlinie 92/43/EWG (Fauna-Flora-Habitat-Richtlinie) mit der Gebietsnummer DE-5008-302 unter dem Namen Koenigsforst deklariert. Diese bestehen aus der naturraumtypischen Vielfalt mit ausgedehnten Eichenmischwäldern auf Sand im Wechsel mit sauren Buchenwäldern sowie einem in Teilen naturnahen Fließgewässersystem mit Sandbächen, streckenweise begleitet von schönen Bacherlenwäldern. Besonders zu erwähnen sind:
- Erlen-, Eschen- und Weichholz-Auwälder (Prioritärer Lebensraum)
- Hainsimsen-Buchenwald
- Alte bodensaure Eichenwälder auf Sandebenen mit Stieleichen (Quercus robur)
- Stieleichen-Hainbuchenwald
- Waldmeister-Buchenwald

Unter den wildlebenden Tieren sind besonders die Groppe und das Bachneunauge zu erwähnen. Sodann soll die Wiederansiedlung von Populationen und Lebensräumen des Hirschkäfers gefördert werden.

### Vogelschutzgebiet
Das FFH-Gebiet ist seit 2004 zusätzlich auch als EU-Vogelschutzgebiet „Königsforst“ unter der Gebietsnummer DE 5008–401 zum Schutz der Lebensräume für folgende wildlebende Vogelarten ausgewiesen:
- Eisvogel (Alcedo attis)
- Grauspecht (Picus canus)
- Mittelspecht (Dendrocopus medius)
- Rotmilan (Milvus milvus)
- Schwarzspecht (Dendrocopus martius)
- Wespenbussard (Pernis apivorus)[1]